# استن کریب
استن کریب (انگلیسی: Stan Cribb; ۱۱ مهٔ ۱۹۰۵ – ۱۳ ژانویهٔ ۱۹۸۹) بازیکن فوتبال اهل بریتانیا بود.
از باشگاه‌هایی که در آن بازی کرده‌است می‌توان به باشگاه فوتبال وستهام یونایتد، باشگاه فوتبال کویینز پارک رنجرز، باشگاه فوتبال ساوت‌همپتون، و باشگاه فوتبال کاردیف سیتی اشاره کرد.